# Rosmarie Wydler-Wälti
Rosmarie Wydler-Wälti (Basilea, 19 de marzo de 1950) es una maestra y ambientalista suiza. Fue incluida en la lista de la BBC de 2024 de las 100 mujeres más inspiradoras e influyentes.

## Trayectoria
Nacida el 19 de marzo de 1950 en Basilea, Rosmarie Wydler-Wälti se crio en un barrio de clase media cerca del río Birs. Se convirtió en madre a los 23 años mientras trabajaba como maestra de guardería, y después dedicó los siguientes doce años de su vida a la crianza de sus cuatro hijos.
En la década de los años 1970 participó como activista en los movimientos antinucleares y feministas. Posteriormente participó en manifestaciones por el escándalo de la leche en polvo infantil de Nestlé y, más tarde, participó activamente con motivo del foro de Davos protestando contra el Foro Económico Mundial. En 2010, visitó el Tíbet motivada por su creciente interés por el budismo que compaginaba con sus creencias cristianas.
En 2016, siendo ya abuela e invitada por Greenpeace, se unió a la Verein Grossmütterrevolution (Asociación Revolución de las Abuelas). Más tarde, junto con otras 150 mujeres, entre ellas Anne Mahrer, creó la Asociación Suiza de Mujeres Mayores por la protección del clima. En abril de 2024, siendo copresidenta de esa organización suiza, ganó un caso en el Tribunal Europeo de Derechos Humanos, defendiendo que Suiza no había cumplido los objetivos de reducción de emisiones ante el aumento de las olas de calor. Más tarde, el parlamento suizo rechazó el fallo.

## Reconocimientos
En 2024 fue reconocida por la BBC como una de las 100 mujeres más inspiradoras del año por su lucha por la protección del clima.